# سعد لذيذ
السّعد اللذيذ أو سُعْد مأكول أو حبّ الزُلَم أو حبّ العزيز أو الزُّلَم أو أبو ملعقة هو نوع نباتي يتبع جنس السعد من الفصيلة السعدية. ينتج درنات تعرف باسم حب العزيز.

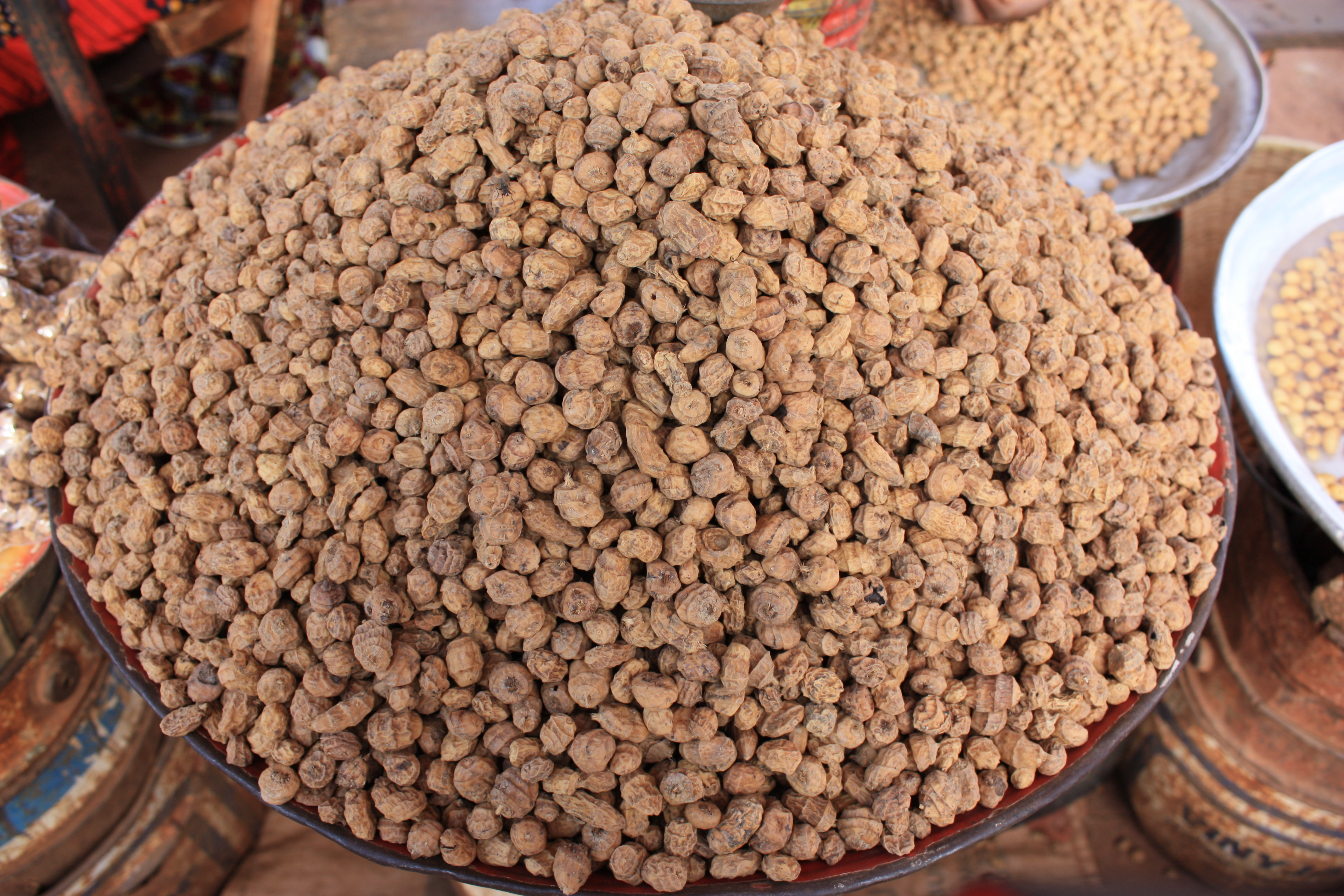
زُلَم في بركينة فسو

## الموئل والانتشار
موطنه حوض البحر الأبيض المتوسط والقوقاز.

## الوصف النباتي
الساق مثلثة الشكل. طول النبات يتراوح غالبا بين 30 -80 سم. ينتج النبات درنات أرضية وجذامير يتكاثر بها إضافة إلى البذور.